# Naturschutzgebiet Kermeter (EU)
Koordinaten: 50° 35′ 8″ N, 6° 29′ 41″ O
Das Naturschutzgebiet Kermeter (EU) liegt auf dem Gebiet der Stadt Schleiden im Kreis Euskirchen in Nordrhein-Westfalen.
Das Gebiet erstreckt sich nördlich der Kernstadt von Schleiden und nördlich Gemünd, einem Ortsteil von Schleiden, in der Eifel. Durch das Gebiet verlaufen die B 265, die Landesstraße L 249 und die L 15. Westlich und südlich des Gebietes fließt die Urft, südlich verläuft die B 266.

## Bedeutung
Das etwa 1267,35 ha große Gebiet wurde im Jahr 1994 unter der Schlüsselnummer EU-041 unter Naturschutz gestellt. Schutzziele sind
- die Erhaltung der Waldlandschaft des Kermeter mit großflächigen naturnahen Laubwäldern, naturnahen Bächen, Quellen, Quellsümpfen und natürlichen Felsbildungen,
- der Schutz vor weitergehender Aufforstung mit Nadelholz und
- die Erhaltung und Entwicklung der Laubwälder, Bäche, Quellen, Felsstandorte und extensiv genutzter Mager- und Feuchtgrünländer auf den Rodungsinseln zur Sicherung landschaftstypischer Lebensräume.[3]